# رونالد سميث
رونالد سميث (16 فبراير 1926 في المملكة المتحدة - 3 مارس 2001 بورسستر في المملكة المتحدة) (بالإنجليزية: Ronald Smith)‏ هو لاعب كريكت بريطاني (وحمل سابقاً جنسية المملكة المتحدة لبريطانيا العظمى وأيرلندا). لعب مع نادي مقاطعة نورثامبتونشير للكريكت ‏.

## وصلات خارجية
- رونالد سميث على موقع إي آس بي آن كريك إنفو (الإنجليزية)